# 広汽三菱
広汽三菱汽車有限公司（中国語簡体字：广汽三菱汽车有限公司、英: GAC Mitsubishi Motors Co., Ltd;、略称：GMMC）は中国の長沙に本社を置く合弁自動車製造会社である。 
2012年に設立され、東南汽車に次ぐ三菱自動車の中国における2番目の自動車製造合弁会社であった。
同社は2023年に現地生産を終了すると発表し、広汽三菱の株式は全て広州汽車集団へ譲渡された。生産設備は広州汽車集団傘下のEVブランドAIONに活用された。

## 歴史
2012年9月25日に設立された。広州汽車集団が50%、三菱自動車が33%、三菱商事が17%を保有している。
同年から自動車の生産も開始。2012年の生産能力は5万台。
2018年10月16日、広汽三菱は新エンジン工場で4B4型と4J1型エンジンの生産を始めたと発表した。
広汽三菱の2019年の年間販売台数は13万3000台、2020年の年間販売台数は7万5000台、2021年は6万6000台、2022年は3万3600台に減少した。2023年第1四半期の販売台数は3969台で、前年同期比58%減となった。販売が期待に応えられなかったため、中国から撤退するとの報道もあったが、三菱自動車の加藤隆雄社長は2023年5月にこれを否定し、会社として構造改革を行う必要があると述べた。。
2023年9月27日、三菱自動車は中国市場から撤退すると発表した 。三菱自動車の発表によると、同社は中国市場での激しい競争に耐えられず、合弁事業はもはや利益を上げられないと判断したとのこと。
2023年10月24日、広州汽車集団は広汽三菱の再編計画を発表した。債務返済の面では、3人の株主が共同で広汽三菱とその販売会社への投資を増やし、債務を返済した。株式の変更の面では、広州汽車集団は三菱自動車と三菱商事が保有する広汽三菱の株式のそれぞれ33％と17％を1人民元で取得した。その際、広汽三菱は広州汽車集団の完全子会社となり、広汽三菱傘下の広汽三菱自動車販売公司は広州汽車集団、三菱自動車、三菱商事が共同所有し、元の広汽三菱の所有者に引き続きスペアパーツとアフターサービスを提供する。生産面では、同社は三菱ブランドモデルの生産を中止し、生産工場はAIONに引き継がれる。広汽三菱は利用可能な一部の設備をAIONに売却し、土地と工場建物はAIONに賃貸する予定である。
2024年3月3日、広汽三菱自動車有限公司は正式に湖南志翔汽車管理有限公司に改名された。 同月20日、広州汽車集団は湖南志翔汽車の株式100%を持株子会社のAIONに譲渡し、AIONも自社の資金で同社に資本注入する予定であると発表した。

## 製造していた車両
- ASX 2012 - 2023
- パジェロスポーツ 2013 - 2017
- アウトランダー 2016 - 2023
- エクリプスクロス 2018 - 2023
- エアトレック 2022 - 2023

### 現地ブランド車（祺智（チーツー））
祺智は広汽三菱がトランプチ向けに製造・販売していたブランドである。
| 車名         | 写真 | 仕様 |
| ------------ | ---- | --- |
| Eupheme PHEV |      | ボディタイプ: クロスオーバーSUV 販売期間: 2018-2019 パワートレイン: 1.5ℓ 4A15K2 バッテリー: 12kWh三元リチウム電池                    |
| Eupheme EV   |      | ボディタイプ: クロスオーバーSUV 販売期間: 2018-2020 モーター: 永久磁石モーター/ジェネレーター バッテリー: 47.0 kWhリチウムイオン電池 |